# Краљевац (Велики Тополовац)
Краљевац (рум. Cralovăţ) је село у општини Велики Тополовац, која припада округу Тимиш у Републици Румунији. Насеље је значајно по присутној српској националној мањини у Румунији.

## Положај насеља
Село Краљевац се налази у источном, румунском Банату, веома далеко од српске границе. Ова област је позната као Банатска Црна Гора. Село се налази у горњем току Тамиша, 40 km источно од Темишвара ка Лугошу. Сеоски атар је потпуно брежуљкастог карактера и налази се на Липовској висоравни.

## Историја Срба у месту
По "Румунској енциклопедији" први писани историјски помен села је из 1598. године. Ту су насељени избегли Срби из Црне Горе и село носи српско име. Године 1717. након ослобођења Баната ту је пописано 10 домова. У периоду 1760-1761. стигли су нови насељеници Срби опет из Црне Горе. Предузимљиви мештани су 1770. године отворили српску школу а 1776. године и православну цркву од чврстог материјала уместо старе - брвнаре. Године 1773. у Краљевцу је било 58 кућа.
Аустријски царски ревизор Ерлер је 1774. године констатовао да место "Краловец" припада Лунгшком округу, Лугошког дистрикта. Становништво је тада било претежно влашко. О православном свештенству помен је из 1776. године. Када је 1797. године пописан православни клир ту је један свештеник. Парох поп Милован Живановић (рукоп. 1793) службује само на румунском језику(?). Између два црквена пописа 1847. и 1867. године, број православаца драстично опада, са 994 на 764 душе.
По протопрезвитерском извештају за крај 1891. године види се да парохија "Краљевци" има цркву и пароха, ту живи 827 православаца у 147 српских кућа.
Године 1905. Краљевац је био мала општина, у Темешрекашком срезу. Живело је тада у месту 827 становника у 146 кућа; Срби православци су у апсолутној већини. Од јавних здања ту су српска православна црква и српска народна школа. Становници су могли само да користе телефон у свом селу, због поште и брзојава морали су ићи у Рекаш и Велики Тополовац.
Темеш-Краљевац село у Банатској Црној Гори има од 1905. године своју Српску земљорадничку задругу са неограниченом одговорношћу. Њен капитал је износио тада 9670 к, а водили су је: председник Сергије Јовановић и пословођа Тодор Милитарски.
У Банатској Црној Гори која се налази изолована у румунском окружењу, а чији су становници пореклом из Црне Горе, Срби једва да говоре српским језиком.

## Црква и школа
Стара црква брвнара постојала је у 19. веку. Садашњи православни храм од чврстог материјала посвећен Св. великомученику Георгију, грађен је 1883-1887. године а освећен 1889. године. Обновљен је 1948. године. Иконостас прави нема, него су на дрвено темпло постављене иконе на лиму, од аматера Јоана Живанескуа (Живулеску) 1889-1895. године, који је опонашао манир Константина Данила. Зидни живопис не постоји. Иконе за нови иконостас радила је Даница Петков. По митрополијском попису из 1865. године у парохији Краљевац живи 833 православних Срба, у парохији шесте класе.
Године 1897. нико није хтео да иде у Краљевац да буде парох, иако су били понуђени основни услови, у парохији шесте класе. Постављен је те године јереј Јелисеј Банеу за администратора. 
Црквена општина Краљевац добија 1898. године, годишње по 200 ф. помоћи из јерархијског фонда, за допуну свештеничке дотације. Скупштина црквена је 1905. године редовна, под председништвом Паје Михајловог. Парохија је најниже шесте платежне класе , има парохијски дом а парохијске сесије нема. Парох је тада калуђер Сергије Јовановић, родом из Карлова, који се налази у месту осам година. Црквено-општински посед је износио 37 кј, а постојало је српско православно гробље.
Кикиндски учитељ Стева Петровић (умро 1913) је био некад учитељ и у Краљевцу. Тражио се 1898. године учитељ у четвороразредној мешовитој вероисповедној школи у Краљевцу, са платом 138 ф. Стечај за упражњено место учитеља у Краљевцу расписан 1902. године, са понуђеном основном платом од 800 круна. Учитељ у Краљевцу 1902-1908. године био је Тодор Милитарски, родом из Печке. Он је стално намештен и са декретом, бавио се задругарством. Школа је имала 1905. године једно здање подигнуто 1852. године. Редовну наставу је похађало 97 ђака а у пофторну су ишли 27 старијих, а у забавиште 36 млађих. Године 1908. у Краљевцу су подигли другу основну школу.

## Становништво
По последњем попису из 2002. године село Краљевац имало је 199 становника. Последњих деценија број становника опада.
Село је једно од малобројних насеља која су остала већински српска у источном, румунском Банату, чему је вероватно допринела удаљеност од границе, због чега није насељавано Румунима (као српска села до границе са Србијом). Национални састав на појединим пописима био је следећи:
| Година пописа | 1910. год.  | 1992. год.  | 2002. год.  |
| Укупно ст.    | 829         | 233         | 199         |
| Срби          | 800 (96,5%) | 212 (91,0%) | 161 (80,9%) |
| Румуни        | 16 (1,9%)   | 20 (8,6%)   | 32 (16,1%)  |
| остали        | 13 (1,6%)   | 1 (0,4%)    | 6 (3,0%)    |